# Borobia
Borobia è un comune spagnolo di 364 abitanti situato nella comunità autonoma di Castiglia e León.